# 最上町営バス

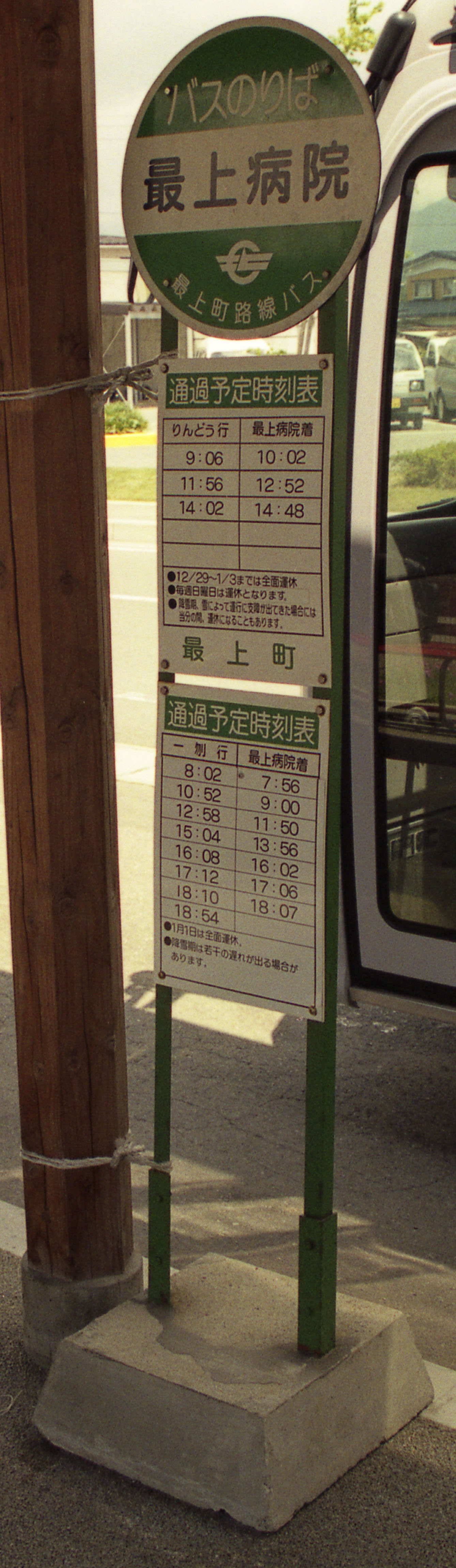
町営バスのバス停（1999年当時）

最上町営バス（もがみちょうえいバス）は、山形県最上郡最上町にて運行しているコミュニティバスである。

## 沿革
- 1991年4月 - 運行開始。
- 2005年10月 - 町営バスと「ウエルネスバス」とを統合し、全集落カバー化、及び料金均一化。
  - この時点で、事実上コミュニティバス化されたと考えられる。
  - それまでは、向町・一刎線（最上病院 - 一刎）、西公園線（最上病院 - りんどう）の2路線のみだった。

## 概要
- 料金は200円均一で、小学生は100円、未就学児は無料。回数券（11枚綴りで10回分の値段）、通学定期券もある。
- 向町・一刎線は1/1のみ運休。その他の路線は12/29～1/3は運休。
- 運行形態は、自家用自動車（白ナンバー車）による有償運送である。

## 路線
以下6路線がある。　※2009年4月1日改正時点、括弧内のバス停は一部便のみ経由
向町・一刎線
- 最上病院 - 最上駅前 - 最上町役場 - 向町小 - 鳥出 - 下小路 - （立小路駅） - 富山観音前 - 赤倉温泉駅前 - （封人の家） - 明神 - 赤倉温泉 - 一刎市ノ沢
  - 立小路駅、封人の家方面は火曜、木曜のみ経由。

向町・瀬見線
- 最上病院 - 最上駅前 - 最上町役場 - 向町小 - 若宮公民館 - 大堀駅前 - 鵜杉 - 薬師原 - 瀬見温泉駅 - 瀬見西町 - 瀬見温泉駅
  - 月曜、水曜のみ運行。

向町・東法田線
- 最上病院 - 最上駅前 - 最上町役場 - 向町小 - 若宮公民館 - 下白川公民館 - 志茂公民館 - 法田中 - 野頭 - 大在家 - 窓塞 - 初ヶ沢
  - 火曜、木曜のみ運行。

向町・萱場線
- 向町小 - 最上町役場 - 最上駅前 - 最上病院 - 月楯小前 - 萱場公民館 - 杉ノ入

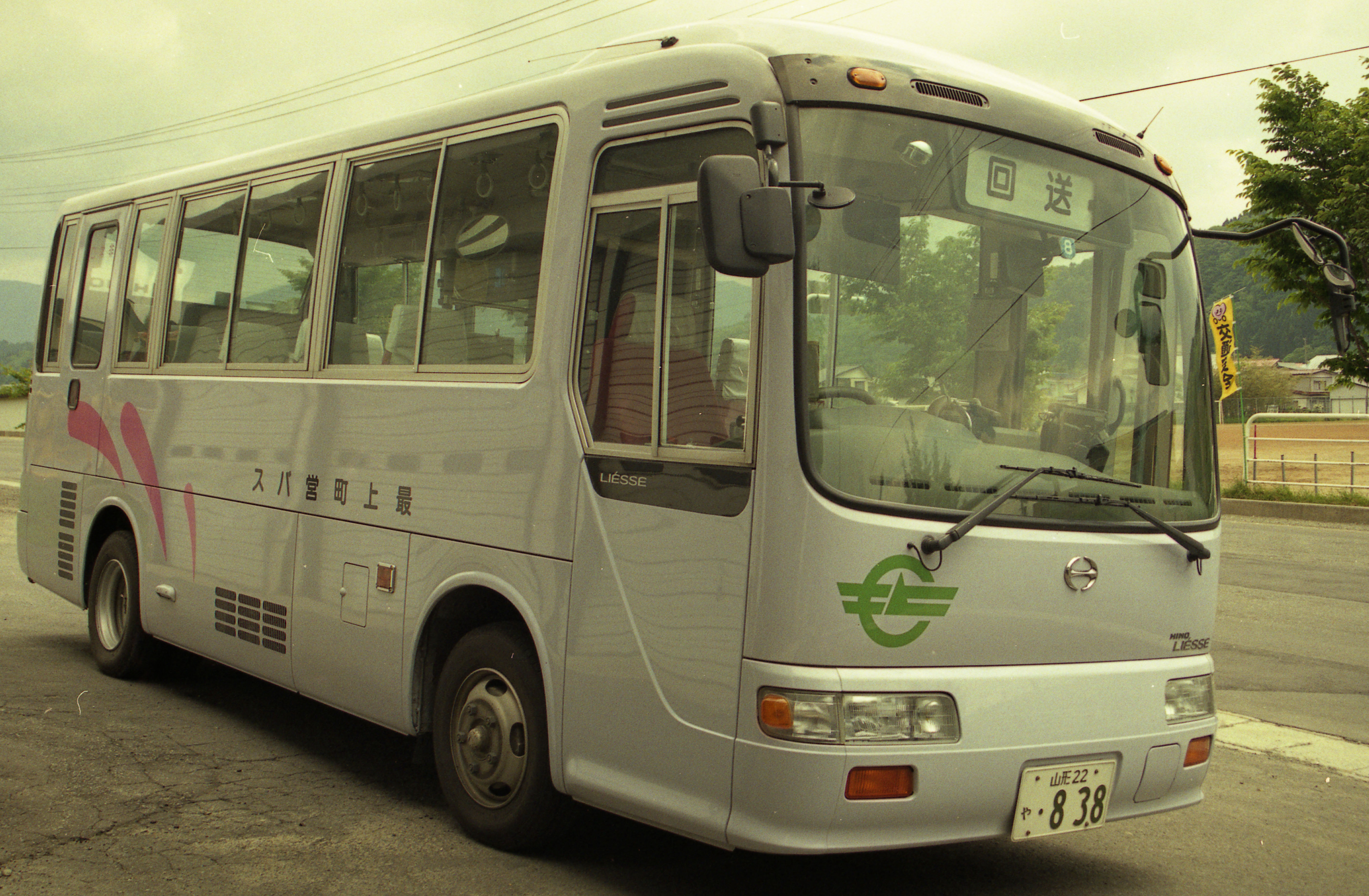
町営バスの車両（1999年当時）

  - 月曜、金曜のみ運行。

向町・前森線
- 最上病院 - 最上駅前 - 最上町役場 - 向町小 - 源佐原 - 黒沢 - 判屋 - 片野 - 赤沢北 - 前森清水沢 - 前森開拓南
  - 月曜、金曜のみ運行。

向町・上満沢線
- 向町小 - 最上町役場 - 最上駅前 - 最上病院 - 細の原集会所 - 上満沢集会所
  - 火曜、木曜のみ運行。